# Хозінген (комуна)
Гозінген (люксемб. Housen, фр. Hosingen, нім. Hosingen) — комуна Люксембургу. Входить до складу кантону Клерво в окрузі Дикірх.

## Географія
Площа території комуни становить 45,28 км² (7-е місце за цим показником серед 116 комун Люксембургу).
Висота найвищої точки комуни над рівнем моря становить 535 метрів (10-е місце за цим показником серед комун країни), найнижчої — 230 метрів (45-е місце).

## Демографія
Станом на 2011 рік на території комуни мешкало 1 874 ос.
Динаміка чисельності населення:

## Адміністративний поділ
До складу комуни входять такі поселення:
| Поселення    | Населення за даними переписів: | Населення за даними переписів: | Населення за даними переписів: |
| Поселення    | на 31.03.1981                  | на 01.03.1991                  | на 15.02.2001                  |
| ------------ | ------------------------------ | ------------------------------ | ------------------------------ |
| Бокхольц     | 49                             | 43                             | 44                             |
| Доршайд      | 81                             | 83                             | 84                             |
| Айзенбах     | 130                            | 170                            | 217                            |
| Хозінген     | 534                            | 634                            | 761                            |
| Найдхаузен   | 55                             | 51                             | 50                             |
| Родерсхаузен | 112                            | 114                            | 90                             |
| Вальхаузен   | 128                            | 145                            | 231                            |